# Grand Prix de Macao de Formule 3 1992
Le Grand Prix de Macao de Formule 3 1992 est la 39e édition de l'épreuve macanaise réservée aux monoplaces de Formule 3. Elle s'est déroulée du 19 au 22 novembre 1992 sur le tracé urbain de Guia.

## Participants
Le pilote Stéphan Grégoire n'est admis pour la course[réf. nécessaire].
| No                                         | Pilotes                  | Voiture                  | Écurie                     |
| ------------------------------------------ | ------------------------ | ------------------------ | -------------------------- |
| 1                                          | David Coulthard          | Reynard Honda-Mugen NB   | Paul Stewart Racing        |
| 2                                          | Gil de Ferran            | Reynard Honda-Mugen NB   | Paul Stewart Racing        |
| 3                                          | Pedro Lamy               | Reynard Opel-Spiess (en) | WTS Motorsport             |
| 5                                          | Jordi Gené               | Reynard Honda-Mugen NB   | West Surrey Racing         |
| 6                                          | Oswaldo Negri Jr.        | Reynard Honda-Mugen NB   | West Surrey Racing         |
| 7                                          | Max Angelelli            | Dallara Opel-Spiess (en) | RC Motorsport              |
| 8                                          | Roberto Colciago         | Dallara Opel-Spiess (en) | RC Motorsport              |
| 9                                          | Rubens Barrichello       | Ralt Vauxhall            | Edenbridge/Theodore Racing |
| 10                                         | Anthony Reid             | Reynard Honda-Mugen NB   | Tomei Sport                |
| 11                                         | Kelvin Burt              | Reynard Honda-Mugen NB   | Fortec Motorsport          |
| 12                                         | Marco Werner             | Ralt Opel-Spiess (en)    | GM Motorsport              |
| 15                                         | Michael Krumm            | Ralt Opel-Spiess (en)    | GM Motorsport              |
| 16                                         | Christophe Bouchut       | Ralt Honda-Mugen NB      | Alan Docking Racing        |
| 17                                         | Philippe Adams           | Ralt Honda-Mugen NB      | Alan Docking Racing        |
| 18                                         | Olivier Thévenin         | Ralt Volkswagen          | KTR                        |
| 19                                         | Diogo Castro Santos      | Ralt Volkswagen          | Volkswagen Motorsport      |
| 20                                         | Sascha Maassen           | Ralt Volkswagen          | Volkswagen Motorsport      |
| 21                                         | Emmanuel Clérico         | Dallara Alfa Romeo       | Marko RSM                  |
| 35                                         | Jörg Müller              | Dallara Alfa Romeo       | Marko RSM                  |
| 22                                         | Jacques Villeneuve       | Tom's Toyota             | Tom's                      |
| 23                                         | Rickard Rydell           | Tom's Toyota             | Takasu Clinic Racing Team  |
| 25                                         | Tom Kristensen           | Tom's Toyota             | Navi Connection            |
| 26                                         | Jacques Isler            | Dallara Alfa Romeo       | Jacques Isler Racing       |
| 28                                         | Philipp Peter            | Dallara Alfa Romeo       | Jacques Isler Racing       |
| 29                                         | Mikke van Hool           | Reynard Honda-Mugen NB   | P1 Engineering             |
| 30                                         | Peter Åslund             | Ralt Volkswagen          | Claes Rothstein Motorsport |
| 31                                         | Akira Ishikawa           | Ralt Honda-Mugen NB      | Capcom Racing              |
| 32                                         | Stéphan Grégoire         | Dallara Alfa Romeo       | Formula Project            |
| 33                                         | Kazuaki Takamura         | Ralt Honda-Mugen NB      | Cabin Racing               |
| 36                                         | Russell Ingall (en)      | Van Diemen Mugen NB      | Madgwick International     |
| 37                                         | Jean-Christophe Boullion | Van Diemen Mugen NB      | Madgwick International     |
| 21*                                        | Vincenzo Sospiri         | Bowman Volkswagen        | Bowman Racing              |
| 26*                                        | Niko Palhares            | Dallara Honda-Mugen NB   | Tatuus                     |
| Légende : * → Suppléants[réf. nécessaire]. |                          |                          |                            |

## 1recourse
Qualification
| Ligne | Positions sur la grille de départ             | Positions sur la grille de départ        | Positions sur la grille de départ |
| ----- | --------------------------------------------- | ---------------------------------------- | --------------------------------- |
| 1re   | 1. Rickard Rydell (2 min 22 s 220)            | 2. Max Angelelli (2 min 22 s 240)        |                                   |
| 2e    | 3. Gil de Ferran (2 min 22 s 470)             | 4. Jacques Villeneuve (2 min 22 s 530)   |                                   |
| 3e    | 5. Roberto Colciago (2 min 22 s 540)          | 6. Pedro Lamy (2 min 22 s 580)           |                                   |
| 4e    | 7. Jordi Gené (2 min 23 s 100)                | 8. Marco Werner (2 min 23 s 230)         |                                   |
| 5e    | 9. Jörg Müller (2 min 23 s 380)               | 10. Tom Kristensen (2 min 23 s 500)      |                                   |
| 6e    | 11. Sascha Maassen (2 min 23 s 520)           | 12. Christophe Bouchut (2 min 23 s 520)  |                                   |
| 7e    | 13. David Coulthard (2 min 23 s 590)          | 14. Anthony Reid (2 min 24 s 140)        |                                   |
| 8e    | 15. Philipp Peter (2 min 24 s 460)            | 16. Philippe Adams (2 min 24 s 520)      |                                   |
| 9e    | 17. Russell Ingall (en) (2 min 24 s 530)      | 18. Rubens Barrichello (2 min 24 s 540)  |                                   |
| 10e   | 19. Oswaldo Negri Jr. (2 min 24 s 700)        | 20. Michael Krumm (2 min 25 s 570)       |                                   |
| 11e   | 21. Kazuaki Takamura (2 min 25 s 680)         | 22. Kelvin Burt (2 min 25 s 740)         |                                   |
| 12e   | 23. Mikke van Hool (2 min 25 s 920)           | 24. Diogo Castro Santos (2 min 26 s 120) |                                   |
| 13e   | 25. Jean-Christophe Boullion (2 min 26 s 910) | 26. Akira Ishikawa (2 min 27 s 260)      |                                   |
| 14e   | 27. Olivier Thévenin (2 min 27 s 500)         | 28. Jacques Isler (2 min 29 s 980)       |                                   |
| 15e   | 29. Emmanuel Clérico (2 min 32 s 510)         | 30. Peter Åslund (2 min 36 s 590)        |                                   |

Résultat
La course a été interrompue lors du premier tour à la suite d'un carambolage, puis relancé une deuxième fois. Vainqueur sur la piste, Rickard Rydell a ensuite été pénalisé. La victoire de la première manche revient à Pedro Lamy.
Le meilleur tour est effectué par Pedro Lamy en 2 min 19 s 260 au 8e tour.
| Pos. | no | Pilote                   | Voiture             | Tours | Temps/Abd.       |
| ---- | -- | ------------------------ | ------------------- | ----- | ---------------- |
| 1    | 3  | Pedro Lamy               | Reynard Opel-Spiess | 15    | 35 min 23 s 020  |
| 2    | 23 | Rickard Rydell           | Tom's Toyota        | 15    | (Pénalité)       |
| 3    | 22 | Jacques Villeneuve       | Tom's Toyota        | 15    | + 3 s 250        |
| 4    | 7  | Max Angelelli            | Dallara Opel-Spiess | 15    | + 5 s 570        |
| 5    | 25 | Tom Kristensen           | Tom's Toyota        | 15    | + 7 s 100        |
| 6    | 2  | Gil de Ferran            | Reynard Mugen-Honda | 15    | + 12 s 100       |
| 7    | 1  | David Coulthard          | Reynard Mugen-Honda | 15    | + 36 s 490       |
| 8    | 37 | Jean-Christophe Boullion | Van Diemen Mugen    | 15    | + 40 s 460       |
| 9    | 36 | Russell Ingall (en)      | Van Diemen Mugen    | 15    | + 40 s 510       |
| 10   | 10 | Anthony Reid             | Reynard Mugen-Honda | 15    | + 41 s 570       |
| 11   | 9  | Rubens Barrichello       | Ralt Vauxhall       | 15    | + 42 s 950       |
| 12   | 28 | Philipp Peter            | Dallara Alfa Romeo  | 15    | + 55 s 320       |
| 13   | 8  | Roberto Colciago         | Dallara Opel-Spiess | 15    | + 1 min 0 s 400  |
| 14   | 26 | Jacques Isler            | Dallara Alfa Romeo  | 15    | + 1 min 50 s 430 |
| 15   | 21 | Emmanuel Clérico         | Reynard Alfa Romeo  | 15    | + 1 min 52 s 020 |
| 16   | 30 | Peter Åslund             | Ralt Volkswagen     | 14    | + 1 tour         |
| 17   | 11 | Kelvin Burt              | Reynard Mugen-Honda | 14    | + 1 tour         |
| 18   | 18 | Olivier Thévenin         | Ralt Volkswagen     | 14    | + 1 tour         |

## 2ecourse
Qualification
| Ligne | Positions sur la grille de départ             | Positions sur la grille de départ        | Positions sur la grille de départ |
| ----- | --------------------------------------------- | ---------------------------------------- | --------------------------------- |
| 1re   | 1. Rickard Rydell (2 min 19 s 290)            | 2. Roberto Colciago (2 min 19 s 310)     |                                   |
| 2e    | 3. Pedro Lamy (2 min 19 s 870)                | 4. Tom Kristensen (2 min 19 s 910)       |                                   |
| 3e    | 5. Jacques Villeneuve (2 min 20 s 170)        | 6. Max Angelelli (2 min 20 s 260)        |                                   |
| 4e    | 7. Gil de Ferran (2 min 20 s 650)             | 8. Marco Werner (2 min 20 s 800)         |                                   |
| 5e    | 9. Jörg Müller (2 min 21 s 270)               | 10. Jordi Gené (2 min 21 s 330)          |                                   |
| 6e    | 11. Sascha Maassen (2 min 21 s 580)           | 12. Christophe Bouchut (2 min 21 s 630)  |                                   |
| 7e    | 13. Jean-Christophe Boullion (2 min 21 s 700) | 14. Anthony Reid (2 min 21 s 710)        |                                   |
| 8e    | 15. Oswaldo Negri Jr. (2 min 21 s 810)        | 16. Philippe Adams (2 min 22 s 100)      |                                   |
| 9e    | 17. Philipp Peter (2 min 22 s 140)            | 18. David Coulthard (2 min 22 s 210)     |                                   |
| 10e   | 19. Rubens Barrichello (2 min 22 s 270)       | 20. Diogo Castro Santos (2 min 22 s 290) |                                   |
| 11e   | 21. Kelvin Burt (2 min 22 s 610)              | 22. Mikke van Hool (2 min 22 s 690)      |                                   |
| 12e   | 23. Michael Krumm (2 min 22 s 690)            | 24. Russell Ingall (en) (2 min 22 s 790) |                                   |
| 13e   | 25. Akira Ishikawa (2 min 23 s 390)           | 26. Kazuaki Takamura (2 min 25 s 000)    |                                   |
| 14e   | 27. Jacques Isler (2 min 26 s 880)            | 28. Peter Åslund (2 min 27 s 420)        |                                   |
| 15e   | 29. Emmanuel Clérico (2 min 30 s 860)         | 30. Olivier Thévenin (2 min 39 s 090)    |                                   |

Résultat
| Pos. | no | Pilote             | Voiture             | Tours | Temps/Abd.       |
| ---- | -- | ------------------ | ------------------- | ----- | ---------------- |
| 1    | 23 | Rickard Rydell     | Tom's Toyota        | 15    | 35 min 31 s 020  |
| 2    | 3  | Pedro Lamy         | Reynard Opel-Spiess | 15    | + 1 s 570        |
| 3    | 22 | Jacques Villeneuve | Tom's Toyota        | 15    | + 7 s 540        |
| 4    | 25 | Tom Kristensen     | Tom's Toyota        | 15    | + 7 s 920        |
| 5    | 7  | Max Angelelli      | Dallara Opel-Spiess | 15    | + 8 s 930        |
| 6    | 2  | Gil de Ferran      | Reynard Mugen-Honda | 15    | + 12 s 130       |
| 7    | 9  | Rubens Barrichello | Ralt Vauxhall       | 15    | + 23 s 360       |
| 8    | 16 | Christophe Bouchut | Ralt Honda-Mugen    | 15    | + 30 s 380       |
| 9    | 28 | Philipp Peter      | Dallara Alfa Romeo  | 15    | + 38 s 260       |
| 10   | 10 | Anthony Reid       | Reynard Mugen-Honda | 15    | + 42 s 430       |
| 11   | 35 | Jörg Müller        | Reynard Alfa Romeo  | 15    | + 45 s 160       |
| 12   | 11 | Kelvin Burt        | Reynard Mugen-Honda | 15    | + 48 s 300       |
| 13   | 15 | Michael Krumm      | Ralt Opel-Spiess    | 15    | + 1 min 11 s 410 |
| 14   | 18 | Olivier Thévenin   | Ralt Volkswagen     | 15    | + 1 min 24 s 530 |
| 15   | 33 | Kazuaki Takamura   | Ralt Honda-Mugen    | 15    | + 1 min 25 s 320 |
| 16   | 26 | Jacques Isler      | Dallara Alfa Romeo  | 15    | + 2 min 6 s 070  |
| 17   | 17 | Philippe Adams     | Ralt Honda-Mugen    | 14    | + 1 tour         |

## Résultat final
| Pos. | no | Pilote             | Voiture             | Tours | Temps/Abd.          |
| ---- | -- | ------------------ | ------------------- | ----- | ------------------- |
| 1    | 23 | Rickard Rydell     | Tom's Toyota        | 30    | 1 h 10 min 54 s 040 |
| 2    | 3  | Pedro Lamy         | Reynard Opel-Spiess | 30    | + 1 s 570           |
| 3    | 22 | Jacques Villeneuve | Tom's Toyota        | 30    | + 10 s 790          |
| 4    | 7  | Max Angelelli      | Dallara Opel-Spiess | 30    | + 14 s 500          |
| 5    | 25 | Tom Kristensen     | Tom's Toyota        | 30    | + 15 s 020          |
| 6    | 2  | Gil de Ferran      | Reynard Mugen-Honda | 30    | + 24 s 240          |
| 7    | 9  | Rubens Barrichello | Ralt Vauxhall       | 30    | + 1 min 6 s 310     |
| 8    | 10 | Anthony Reid       | Reynard Mugen-Honda | 30    | + 1 min 24 s 000    |
| 9    | 28 | Philipp Peter      | Dallara Alfa Romeo  | 30    | + 1 min 33 s 580    |
| 10   | 2  | Jacques Isler      | Dallara Alfa Romeo  | 30    | + 3 min 56 s 500    |
| 11   | 18 | Olivier Thévenin   | Ralt Volkswagen     | 29    | + 1 tour            |
| 12   | 11 | Kelvin Burt        | Reynard Mugen-Honda | 29    | + 1 tour            |